# Білоруська народна демонологія
Білоруська народна демонологія — комплекс уявлень білорусів про демонів, духів, нечисті сили і людей, які наділені надприродними здібностями.
На підставі даних нижчої міфології можна зробити висновки щодо психології, менталітету, рівня освіченості, релігійності народу в певний період і в певному регіоні, а на підставі порівняння даних різних часів і регіонів — їх еволюції і схожість. Демонологічні подання є дуже стійкими протягом століть, тому вони можуть говорити про світогляд людей тих часів, якщо такі відомості не записувалися в письмових джерелах.
Слов'янський фольклор, як відомо, не захопив реально зафіксованих (в усній або письмовій традиції) дохристиянських оповідних міфів про верховних божествах і героїв-першопредків, які брали участь у створенні світу. Тому єдиним (по-справжньому масовим і надійним) джерелом для реконструкції персонажів міфологічної системи, де були б відображені сліди давнього світогляду слов'ян, залишається так звана «нижча» міфологія.
Демонологічними уявленнями просочені буквально всі сторони традиційної культури і побуту. Вони є важливою базою для вивчення етичних і естетичних цінностей народу, реконструкції традиційної картини світу. Згідно однієї з легенд, демони, духи, демони походять від ангелів, яких Бог скинув на землю за спробу влаштувати бунт проти його влади. Біси потрапляли в ліси, водойми, людські садиби і ставали, відповідно, лешими, вадзянікамі, будинковими.
У білоруських демонологічних уявленнях простежується прямий зв'язок між ступенем віддаленості місця проживання від лукавого людського житла і ступенем його неподобства і ворожнечі до людини. Якщо біси-мешканці «свого» простору можуть сприяти діяльності людини (за умови, що їхні цілі збігаються), то мешканці «чужого» — лісу, водойм і т. д. — відносяться до людини переважно як до порушника їх власного простору, якого необхідно покарати.

## Проблеми етнологічного вивчення

### Верифікація джерел
Білоруська міфологія як наука сьогодні перебуває в складному становищі. З одного боку, ученими вже доведено, що ряд міфологічних персонажів з'явилися переважно як результат кабінетних реконструкцій дослідників другої половини XIX ст., в першу чергу П. Шпилевського. До таких персонажів можуть бути віднесені Возила, Ваструха, Любмел, Бордзя, Кумяльган, Яркун, Гарцукі та ін. З іншого боку, продовжують виходити підручники та навчальні посібники, монографії та енциклопедичні видання, де ці досягнення науки залишилися «непоміченими», і вчені продовжують з ентузіазмом міркувати про те, чого не було.

### Ідентифікація персонажа
У 1930-ті рр. польський етнограф К. Машиньскі вперше сформулював одну з головних методологічних проблем у вивченні народної демонології: це значна ступінь варіювання повір'їв про одному і тому ж персонажі в різних локальних зонах, що створює складності для розпізнавання окремого типу демона. Кожен конкретний образ характеризуються певним місцевості особливим складом ознак і мотивів, з яких одні — провідні, а інші — периферійні: на одній території відомо всього кілька характерних рис, які притаманні конкретній образу, а на інший фіксується цілий спектр мотивів і ознак. Часто коло міфологічних характеристик залишається ніби колишнім, але ім'я демона змінилося, — а це вже ставить завдання визначити, той самий персонажний тип або вже інший образ.
Машиньскі стверджував, що, підсумовуючи все почуте про конкретного демона від народу в різних регіонах, етнограф відтворює його повний образ, який насправді може сильно відрізнятися від реально зафіксованих в одному селі уявлень про нього. В результаті нерідко дослідник втрачає ясність, що він має справу з варіантом того ж самого персонажного типу або з іншою категорією демонічних істот.
Наявність пізнавального ім'я не завжди є надійною основою для ідентифікації конкретного образу. Таки чином, ім'я може бути визнана досить суттєвою, але не абсолютною (і не єдиною) ознакою у процедурі ідентифікації демонічного образу.
Давно помічено, що кожен образ «нижчої» міфології складається з блоку певних мотивів (властивостей), але кожен мотив окремо ніколи не є приналежністю одного єдиного персонажа, а включається в набір ознак то одного, то іншого способу. Машиньскі зазначає, що демонологічні мотиви мігрують, існуючи як би незалежно від назв конкретних персонажів. Це ставить цілий ряд питань про характер співвідношення слова і поняття у демонологічної системі.
Таким чином, єдиним надійним способом ідентифікації можна визнати визначення демонологічного персонажу як сукупності ознак (функцій, мотивів), які складають ядро ідентифікуючого мінімуму характеристик і на основі якого можна відрізнити один персонажній тип від іншого.

### Типологічна локалізація і класифікація
Від вирішення проблеми ідентифікації залежить і розробка принципів класифікації демонологічних персонажів, яка на сьогоднішній день залишається найменш розробленою. Жодна із запропонованих до теперішнього часу класифікацій не може бути поки визнана цілком задовільною.
Виходячи з цього, персонажа можна класифікувати по різному:
- за місцем проживання;
- щодо основної функції[7];
- за ступенем міфологічності образу (К. Машиньскі);
- за ступенем ірреальності демонологічного персонажа (В. А. Черепанова);
- за демонологічної персоніфікації — як соціальне явище (Л. Пелка).

Але це систематизація нечистої сили працює недостатньо ефективно, так як через амбівалентність персонажів інформація про них може виявитися в різних рубриках та розділах книги, що створює значні труднощі при описі, аналізі та пошуку даних.
Невдачі з класифікацією пов'язані із загальними проблемами вивчення народної демонології — покладена в основу класифікаційної системи одна прикмета (навіть сама головна) не може служити достатнім критерієм для виділення стійкого і неповторного персонажного типу. Необхідно враховувати всі найбільш характерні ознаки, інакше один і той же персонаж неминуче буде потрапляти в різні рубрики.
Нижча міфологія включає як самостійні парадигми не тільки демонів, що традиційно виділяються, але і персонажів з менш вираженим міфологічним статусом, тобто духів, які не наділені конкретним ім'ям і які не мають яскраво виражених індивідуальних характеристик. Облік таких «периферійних» персонажів у загальному складі демонології виявляється дуже істотним для системи вірувань у цілому.
Крім того, необхідно враховувати і окремі демонологічні ознаки персонажів інших рівнів.

### Походження
Для будь-якого персонажа відомості про його походження виявляються дуже важливими. Частина добре відомих мотивів походження персонажів зазвичай враховується у дослідженнях з народної демонології, але на думку фахівців (Е. В. Померанцева, Н. В. Толстой, М. Власова, В. С. Кузнєцова), вони сходять до відносно пізніх апокрифічних сказань. Серед них відомі у фольклорі перекази про походження демонічної раті від повалених Богом з небес ангелів; або походять з «потаємний дітей» Адама, яких він сховав від очей Всевишнього; або сам чорт створив для себе нечистих духів-посібників, розбризкуючи краплі води або висікаючи з каменів іскри.
Головною ознакою демонів, згідно з народними уявленнями, є їх буденне (а не божественне) походження і виразно помітний зв'язок зі світом померлих.
Сучасні дослідники згодні з міфологічним концептом Д. К. Зеленіна, який пояснює демонологізацію душ людей, що померли «не своєю» смертю. Він знаходить підтвердження в масовому матеріалі і роз'яснює походження деяких персонажів.

## Класифікація

### Духи дому та садиби
- Домовик
- Хлеўнік
- Овиннік (еўнік, асетнік)
- Гуменнік
- Пуннік
- Банник (лазеннік, банник)
- Кікімора (вешчыца)

### Духи природного простору
- Лісовик (лісовик, льоші, лісовий дід)
- Водяний
- Русалка (русаўка, вадзяніца, казытка, купалка, галка)

### Люди-біси
- Ваўкалак (вовкулак, ваўкалека)
- Вупыр
- Відьма (чаклунка)
- Чорт (диявол, сатана, нечистий дух)
- Люцыпар (Анцыпар, Никифор)

### Духи хвороби
- Лихоманка
- Холера
- Чума
- Нічниці